# La Salzadella
La Salzadella település Spanyolországban, Castellón tartományban. La Salzadella Alcalà de Xivert, Catí, Cervera del Maestre, Les Coves de Vinromà, Sant Mateu, Santa Magdalena de Pulpis, Tírig és Xert községekkel határos. Lakosainak száma 678 fő (2024).

## Népesség
A település népessége az elmúlt években az alábbi módon változott:
| Lakosok száma | 801  | 801  | 816  | 838  | 870  | 801  | 751  | 704  | 683  | 678  |
|               | 2001 | 2004 | 2006 | 2009 | 2011 | 2014 | 2016 | 2019 | 2021 | 2024 |